# Oleksijiwka (Nikopol)
Oleksijiwka (ukrainisch Олексіївка; russisch Алексеевка Alexejewka) ist ein Dorf im Süden der ukrainischen Oblast Dnipropetrowsk mit etwa 3600 Einwohnern (2004).
Oleksijiwka liegt im Rajon Nikopol in einer Bucht des zum Kachowkaer Stausee angestauten Dnepr 14 km nordwestlich vom Rajonzentrum Nikopol. Im Norden der Ortschaft verläuft die Fernstraße N 23.
Am 12. Juni 2020 wurde das Dorf ein Teil der neugegründeten Landgemeinde Pokrowske, bis dahin war es ein Teil der Landratsgemeinde Prymiske (Приміська сільська рада/Prymiska silska rada) im Südwesten des Rajons Nikopol.